# (74106) 1998 QS36
(74106) 1998 QS36 – planetoida z pasa głównego asteroid okrążająca Słońce w ciągu 4,26 lat w średniej odległości 2,63 j.a. Odkryta 17 sierpnia 1998 roku.